# Lispocephala perflava
Lispocephala perflava är en tvåvingeart som beskrevs av Hardy 1981. Lispocephala perflava ingår i släktet Lispocephala och familjen husflugor. Inga underarter finns listade i Catalogue of Life.